# 수익형 민자사업
수익형 민자사업(收益形民資事業)은 민간이 시설을 건설하고 직접 운영하는 사업을 뜻한다. 건설(Build), 이전(Transfer), 운영(Operate)순으로 이루어진다고 하여 BTO 사업이라고도 불린다.
일반적으로 자체적인 수입 창출이 가능한 시설을 대상으로 정부가 민간에게 위탁하는 방식으로 이루어지며, 위탁한 사업을 일정 기간 동안 민간 사업자가 사업에서 수익을 직접 거두게 된다. 때문에 이러한 방식은 민간 사업자가 해당 사업을 진행, 운영하는 데 있어서 어느 정도 자율성이 보장되지만, 사업으로 거둔 수익을 토대로 운영해야 하기 때문에 수익 변동이 잦은 것이 특징이다.

## 주요 실적

### 수도권 전철
- ● 서울 지하철 9호선
- ● 인천국제공항철도
- ● 신분당선

### 부산 도시철도
- ● 부산-김해 경전철

## 같이 보기
- 임대형 민자사업 (BTL)
- 민간투자고속도로 - BTO 방식으로 운영되는 고속도로